# Občina Dobrovnik
Občina Dobrovnik (slovinsky Občina Dobrovnik, maďarsky Dobronak Község) je jednou z 212 občin ve Slovinsku. Nachází se na severovýchodě státu v Pomurském regionu na území historického Zámuří. Občinu tvoří 3 sídla, její rozloha je 31,1 km² a k 1. lednu 2017 zde žilo 1 274 obyvatel. Správním střediskem občiny je vesnice Dobrovnik.

## Členění občiny
Občina se dělí na sídla:
- Dobrovnik (Dobronak)
- Strehovci (Őrszentvid)
- Žitkovci (Zsitkóc)